# Ян Ся
Ян Ся (кит. 杨霞; род. 8 января 1977, Баоцзин, Хунань) — китайская тяжелоатлетка, выступающая в весовой категории до 53 килограммов. Олимпийская чемпионка.

## Биография
Родилась в уезде Баоцзин провинции Хунань.

## Карьера
В 1988 году Ян Ся поступила в тяжелоатлетический класс в Любительской спортивной школе Сянси и стала первым номером команды. В ноябре 1989 года она вошла в сборную провинции Хунань. В 1997 году на 10-м чемпионате Азии по тяжёлой атлетике среди женщин Ян Ся выиграла рывок, подняв 54 килограмма, а в толчке завоевала серебряную медаль, но в сумме оставшись чемпионкой. Она 4 раза била мировые рекорды на этом турнире.
На Азиатских играх 1998 года она выиграла золотую медаль в категории до 53 кг, трижды побив мировые рекорды.
На Олимпийских играх 2000 года в Сиднее Ян Ся выиграла золотую медаль в весовой категории до 53 кг и побила 3 мировых рекорда, став первой олимпийской чемпионкой по тяжёлой атлетике из Китая. Зимой 2003 года Ян Ся официально завершила карьеру.

## Вне спорта
С 2002 по 2006 год Ян Ся четыре года проучилась в Хунаньском педагогическом университете, а после окончания обучения работала в Центре управления тяжёлой атлетикой провинции Хунань. В 2008 году в её родном городе уезда Баоцзин была построена гимназия, названная в её честь — «Гимназия Ян Ся округа Баоцзин».